# 대장군
대장군(大將軍)은 동아시아 국가들의 역사상 자주 나타나는 무관 관직이다.

## 중국
고대 중국에서 대장군은 각 장군 가운데서 최상위에 위치한 자를 의미하는 관직이 그 기원은 확실하지 않은데, 이미 전국시대에 그 명칭이 등장하고 있으며, 한나라 이전까지 최고 군사 지휘관의 칭호는 상장군(上將軍)이었고, 진나라의 백기(白起)나 송의(宋義), 항우(項羽)가 지휘한 주요 전투에서의 임시 통수권자였다. 진승 · 오광의 난 당시, 진승을 배신하고 장이(張耳)와 함께 반란군 진압에 나섰으며 진여(陳余)가 조왕(趙王) 무신(武臣)에 의해 이 직책에 임명되었다고 한다. 
전한 초기까지 비상설직이었던 것이 초한전쟁(楚漢戰爭) 시기 한중 땅에서 유방에 의해 대장군으로 임명된 한신(韓信) 이후로는 흉노의 침공이나 반란 진압 때와 같은 비상시에 임시로 정부의 요인을 대장군이라는 이름으로 군 통수권자로 임명하는 경우가 많아지게 되었다. 적극적인 대외정책을 펼쳤던 무제는 이 대장군 직책을 아예 상설 관직으로 만들었고, 이 시기의 대장군으로서 유명한 인물로는 흉노와의 전쟁에 큰 공을 세웠던 위청(衛靑)이 있다. 그러나 무제 사후 외척의 권력이 강해지고 정치에 참여하게 되면서 외척 세력의 수장이 이 직책을 맡게 되면서 이들이 정권을 장악하는 경우가 많아졌다. 이러한 경향은 후한이 성립된 뒤에도 광무제에서 명제, 장제 등 세 명의 황제가 통치했던 시대까지 이어졌으며, 황제의 외척 집단과 환관 사이의 정권 싸움이 후한의 정치를 좌지우지할 정도가 되어 결과적으로는 후한이 멸망하는 한 요인이 되었다. 
삼국 시대 이후로도 대장군직은 존재했으나, 그 권력은 차츰 약해져 유명무실해지는 경향이 나타났다. 보통 대사마보다 1계급 아래로 인정했으며 대사마가 되기 전에 거치는 관직이 대장군이었다. 삼국 모두 과거 동한의 체제를 이어받았지만, 위나라의 경우 청룡 원년(233년)에 사마의가 대장군직을 가지고 태위(太尉)가 되었으며, 사마의는 대장군을 사임하면서 자신의 동생 사마부(司馬孚)를 태위에 앉히고 대장군의 지위를 태위 아래에 두었다. 오나라에는 상대장군(上大將軍)과 대장군의 두 직책이 있었다. 또한 정봉의 최종 계급이 대장군이었다. 그밖에 삼국 시대에는 중군대장군(中軍大將軍), 상군대장군(上軍大將軍), 보국대장군(輔國大將軍), 남중대장군(南中大將軍), 진군대장군(鎭軍大將軍) 등이 존재했으며, 명호 앞에 대(大) 자가 붙어서 정서대장군(征西大將軍), 안동대장군(安東大將軍) 등이라 불리는 지위도 있었는데, 위계는 변하지 않았다. 
당나라에서 대장군은 16위(衛)의 장관 가운데 하나로서 위계는 상장군의 아래에 있었다. 당 초기의 부병제(府兵制)에서 상장군과 대장군이 각 위마다 한 사람, 장군은 두 사람이 설치되어 직사관(職事官)으로서 군대를 지휘하였다.

## 한국
고려 때 중앙군 사령관의 관직명으로 무반의 두 번째 품계로 종3품이다.
2군 6위(二軍六衛)에 1인씩 8명이 기본 편제이고, 각군의 상장군과 함께 중방의 구성원이었다.

### 배치
대장군의 배치는 2군 6위 중에서 8곳에 각각 배치되어 있다.
1. 응양군:1령
2. 용호군:2령
3. 좌우위(보승:10령,정용:12령)
4. 신호위(보승5령,정용:1령)
5. 흥위위(보승:5령,정용:7령)
6. 금오위(정용:6령, 역령:1령)
7. 천우위(상령:1령,해령:1령)
8. 감문위:1령

## 일본
《속일본기》(續日本紀)에는 시모쓰케노 고마로(下毛野古麻呂)나 오토모노 야스마로(大伴安麻呂)를 대장군으로 지칭한 사례가 등장하며, 규슈 지역의 하야토(隼人)가 일으킨 반란을 평정했다는 오토모노 다비토(大伴旅人), 진키(神亀) 원년(724년)에 무쓰노다이죠노스케(陸奥大掾佐)가 살해되었을 때의 후지와라노 우마카이(藤原宇合), 후지와라노 히로쓰구(藤原広嗣)가 일으킨 반란을 평정했다는 오노노 아즈마히토(大野東人)가 대장군으로 임명되었다.
요로율령(養老律令)에는 군을 셋으로 편성하고(삼군) 그 통솔을 위해 대장군 한 명을 임명하도록 규정되어 있었는데, 실제로는 3개 군이 한꺼번에 편성되었던 적은 없다. 에미시(蝦夷)를 정벌하기 위해 태평양(太平洋) 방면으로 파병했던 세이토군(征東軍)과 세이이군(征夷軍), 동해 방면으로 파병했던 세이테키군(征狄軍) 즉 진테키군(鎮狄軍)의 2군 편성에서 세이이쇼군(征夷将軍)과 진테키쇼군(鎮狄将軍)이 함께 임명되었지만 이들을 통솔하기 위한 다이쇼군의 임명은 없었으며, 1개 군을 지휘하는 쇼군도 대규모 군을 통솔한다는 위대한 쇼군으로서의 의미로 다이쇼군을 칭했다. 후에 대다수의 무장을 가리키는 용어가 되어, 헤이안 시대(平安時代)부터 가마쿠라 시대(鎌倉時代) 초기에 이르러서는 관직이 없이 사적으로 다이쇼군을 칭하는 경우도 발견된다. 또한 조큐의 난(承久の乱) 당시 교토(京都)로 진격했던 막부군의 여러 무장들도 각기 도산도다이쇼군(東山道大将軍), 호쿠리쿠도다이쇼군(北陸道大将軍) 등을 칭한 것이 보이며, 3위(位) 이상의 구교(公卿)나 황족이 막부의 수장인 쇼군으로 임명되었던 시기에도 군직의 이름을 다이쇼군이라 칭한 사례가 보인다.
그러나 휘하 쇼군이 없는 다이쇼군이라는 지위는 막부의 주재자를 가리킨다는 성격이 보다 강했으며, 세이이타이쇼군(征夷大将軍) 이외에는 차츰 쓰이지도 않게 되었다. 에도 시대(江戸時代) 말기에 세이토다이쇼군(征討大将軍)이 임명되기는 했지만, 일반화되지는 못했다.
메이지 유신(明治維新) 이후, 구 일본군대에 있어 최상위 관직은 육군에 참모총장(参謀総長), 해군에는 군령부총장(軍令部総長)이 있었고, 법적으로 정식 군대가 존재하지 않는 오늘날 일본의 자위대(自衛隊)에서는 통합막료장(統合幕僚長)이 있어 대장군이라는 명칭은 남아있지 않다.